# Bitdefender Internet Security
Bitdefender Internet Security ist eine Internet Security Suite der rumänischen Software-Firma Bitdefender. Das Programm richtet sich an Windows-Nutzer und soll diesen umfassend Schutz vor Schadprogrammen gewähren.

## Funktionen
Durch die Nutzung des Programms sollen Anwender vor Viren, Trojanern, Würmern, Spyware, Adware und Phishing-Versuchen geschützt sein. Des Weiteren soll es durch weitere Komponenten sowohl die Netzwerk- und E-Mail-Nutzung als auch die Nutzung von Instant-Messaging-Programmen sowie die Registry des Systems absichern. Darüber hinaus verfügt das Programm über Funktionen zum Scannen komprimierter Daten sowie einen Cloud-Scanner. Die Suite weist zusätzlich einen Firewall-Filter, einen verbesserten Jugendschutz sowie einen verbesserten Cloud-Spam-Schutz auf.

## Testergebnisse
In einem sechsmonatigen Dauertest ermittelte und verglich das unabhängige Magdeburger Vireninstitut AV-Test die Erkennungsstärke von insgesamt 26 Security Suiten unter Windows 7. Die im August 2013 veröffentlichten Ergebnisse attestierten der 2013er Programmversion von Bitdefender Internet Security eine Erkennungsrate im Bereich sogenannter Zero-Day-Malware von 100 % und erklärten das Programm somit zum Testsieger. Im regelmäßigen Test des Security-Magazins valao erhielt die 2016er-Version des Antivirenprogramms sehr gute Testnoten, die über dem Industriedurchschnitt lagen.